# Altiani
Altiani je naselje in občina v francoskem departmaju Haute-Corse regije - otoka Korzika. Leta 2008 je naselje imelo 107 prebivalcev.

## Geografija
Kraj leži v osrednjem delu otoka Korzike 93 km jugozahodno od središča Bastie.

## Uprava
Občina Altiani skupaj s sosednjimi občinami Aiti, Alando, Alzi, Bustanico, Cambia, Carticasi, Castellare-di-Mercurio, Erbajolo, Érone, Favalello, Focicchia, Giuncaggio, Lano, Mazzola, Pancheraccia, Piedicorte-di-Gaggio, Pietraserena, Rusio, Sermano, Sant'Andréa-di-Bozio, San-Lorenzo, Santa-Lucia-di-Mercurio in Tralonca sestavlja kanton Bustanico s sedežem v Bustanicu. Kanton je sestavni del okrožja Corte.

## Zanimivosti
- kapela sv. Janeza Krstnika iz 10. do 11. stoletja, francoski zgodovinski spomenik,
- genoveški most Pont'à u large iz 14. stoletja na reki Tavignano, zgodovinski spomenik.